# Norbert Beleke
Norbert Beleke (* 4. Juli 1929 in Lünen; † 11. November 2019) war ein deutscher Verleger.

## Leben
Beleke gründete 1964 den Verlag Beleke in Essen. 1977 wurde er geschäftsführender Gesellschafter beim Verlag Schmidt-Römhild in Lübeck, der unter anderem seit 1979 das Standardwerk Wer ist wer? herausgibt.
Seit 1968 engagierte er sich im Verband Deutscher Auskunfts- und Verzeichnismedien. Von 1984 bis 2001 war er Präsident und ab 2001 Ehrenpräsident. Von 1992 bis 1996 war er Vizepräsident des Europäischen Adreßbuchverleger-Verbandes in Brüssel.
Er stiftete mehrere Preise: den Schmidt-Römhild-Technologiepreis des Landes Schleswig-Holstein (1988), den Förderpreis für den Nachwuchs des Lübecker Handwerks (1997), den Präventionspreis der Pädiatrie (1998) und den mobil-und-sicher-Preis für Verkehrswachten (2000).
Beleke war verheiratet und hatte eine Tochter.

## Auszeichnungen
- 20. April 1998: Verdienstmedaille des Verdienstordens der Bundesrepublik Deutschland[3]
- 1998: Ehrenzeichen des Bundes Deutscher Kriminalbeamter in Gold
- 1999: Ehrenzeichen der Deutschen Verkehrswacht in Gold
- 2001: Ehrenbürger der Medizinischen Universität zu Lübeck[4]
- 2005: Goldenes Ehrenzeichen des Lübecker Handwerks